# 神保茂明
神保 茂明（じんぼう しげあきら）は、江戸時代前期の旗本。初名は茂安（しげやす）、茂武（しげたけ）。通称は大学、左京。号は一洞、法名は心厳。神保相茂の子。妻は松平正綱の娘、後妻は松平重則の娘。子は元茂、茂知、ほか女子2人。

## 略歴
元和元年（1615年）に大坂夏の陣で父・相茂が戦死した。茂明と外祖母（杉若無心の室）は共に、本多正信に連れられて父の戦死を言上した。その後駿府に呼び出され、日光東照宮の父の墓に参っている。次に江戸に移り住み、徳川秀忠に仕えた。寛永2年（1625年）には7000石を賜った。寛永11年（1634年）に徳川家光が上洛した際は、あらかじめ京都へ上洛した。寛永17年（1640年）には甲府城の守備を命じられ、しばらくこれに従った。慶安3年（1650年）に大安宅船の修理奉行に指名され、寛文2年（1662年）にはこの修理の褒美として羽織を賜った。天和2年（1682年）に致仕。
元禄4年（1691年）に死去、享年81。江戸谷中の大行寺に埋葬された。大行寺は以降、大身旗本神保氏の菩提寺となる。

## 参考
- 「寛政重脩諸家譜. 第7輯」(1923年)